# Перлман, Радья
Радья Джой Перлман (Радия Перлман, Радия Джой Перлман, англ. Radia Joy Perlman) — американский программист и сетевой инженер, создательница Spanning Tree Protocol (STP, «протокол покрывающего дерева» /протокол остовного дерева/), получившая прозвище «Мать Интернета», так как протокол STP сделал возможным появление массовых сетей с использованием технологии Ethernet.

## Биография
Радья Перлман родилась 18 декабря 1951 года в США, штат Вирджиния, г.Портсмут. Её мать работала программистом, а отец — инженером.
Студенткой в Массачусетском технологическом институте приняла участие в программе Undergraduate Research Opportunities Program, в рамках LOGO Lab в лаборатории искусственного интеллекта МТИ. 
Перлман стала первой, кто начал обучать программированию детей младшего возраста.
Она разработала детскую версию учебного робототехнического языка LOGO (названную TORTIS).
Имеет степень бакалавра и магистра в области математики, доктор философии в области компьютерных наук. В докторской диссертации изучала вопрос маршрутизации при наличии злоумышленных повреждений сети. Обладает докторской степенью по теории вычислительных машин.
В 1980 году начала работать в DEC.
В 1985 году создала распределенный алгоритм построения связующего дерева: STP основан на одноимённом алгоритме, который разработала Перлман. Главной функцией STP является устранение петель в топологии произвольной сети Ethernet, в которой есть один или более сетевых мостов, связанных избыточными соединениями. STP решает данную задачу, автоматически блокируя соединения, которые в данный момент для полной связности коммутаторов являются избыточными.
С 1993 года работала в Novell, а с 1997 года — в Sun Microsystems.
Также внесла большой вклад во многие другие области проектирования и стандартизации сети, такие как протоколы состояния канала связи. Среди сетевых вкладов Перлман было изобретение концепций, которые создавали определенный тип протокола маршрутизации, носившего название «link state routing». Протокол, созданный Перлман для DECnet, был одобрен Международной организацией по стандартизации и переименован в IS-IS, и является предпочтительным протоколом маршрутизации у большинства современных интернет-провайдеров. Работала над стандартизацией TRILL («Transparent Interconnection of Lots of Links»), позволяющего производить пересылку пакетов Интернет, применяя IS-IS вместо остовного дерева. Перлман внесла существенный вклад и в сферу безопасности.
Была почётной сотрудницей Sun Microsystems, изобретательницей технологических новинок в сфере глобальных сетей.
С 1 марта 2010 года в корпорации Intel Перлман отвечает за программы исследований в лабораториях Intel по направлениям сетей и безопасности. 
Профессор Гарвардского университета и Университета штата Вашингтон.
Перлман принадлежит свыше 100 патентов, связанных с шифрованием и маршрутизацией.

## Труды
- Perlman Radia Interconnections: Bridges, Routers, Switches, and Internetworking Protocols. — 2. — Addison-Wesley Professional Computing Series, 1999. — ISBN 978-0-201-63448-8.
- Network Security: Private Communication in a Public World. — 2. — ISBN 978-0-13-061466-7.